# Nyakarambo (periodiskt vattendrag)
Nyakarambo är ett periodiskt vattendrag i Burundi.   Det ligger i provinsen Bururi, i den sydvästra delen av landet, 50 km sydost om huvudstaden Bujumbura.
Omgivningarna runt Nyakarambo är en mosaik av jordbruksmark och naturlig växtlighet. Runt Nyakarambo är det ganska tätbefolkat, med 166 invånare per kvadratkilometer.